# 노라 아스토르가

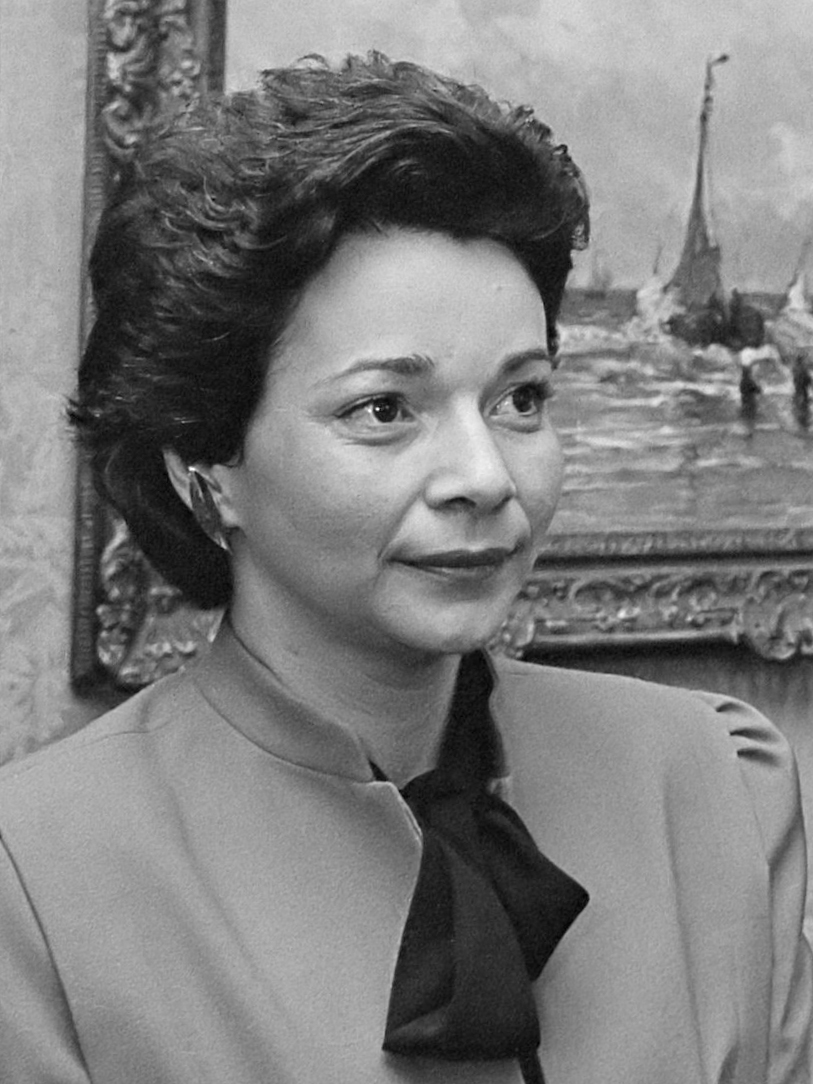
노라 아스토르가

노라 호세피나 아스토르가 가데아 데 헹킨스(스페인어: Nora Josefina Astorga Gadea de Jenkins, 1948년 12월 10일 ~ 1988년 1월 14일)는 니카라과의 혁명 게릴라, 변호사, 판사, 정치인, 외교관이다.
1948년 니카라과의 수도 마나과에서 로마 가톨릭 신봉 중산층 가정에서 태어났다. 대학생 시절부터 혁명 활동을 시작하여 산디니스타 민족해방전선에서 핵심적으로 활약하였다. 1979년 7월, 산디니스타 민족해방전선이 니카라과 정권을 장악한 이후 법무부 각료로 임명되었다.
1986년부터 1988년에 사망할 때까지 산디니스타 민족해방전선의 다니엘 오르테가 정권의 니카라과를 대표하여 유엔 주재 니카라과 대사로 활동했다. 1988년 1월 14일, 노라 아스토르가는 자궁경부암으로 사망했다.